# مأمور یاغی
مأمور یاغی (انگلیسی: Rogue Agent) یک فیلم زندگی‌نامه‌ای درام معمایی است که در سال ۲۰۲۲ منتشر شد.

## گزیدهٔ بازیگران
اسامی برخی از بازیگران فیلم به شرح زیر است:
- جیمز نورتون
- جما آرترتون
- سارا گلدبرگ
- جیمی آکینگبولا
- فریا میور
- شازاد لطیف
- ماریسا آبلا